# Triplogyna major
Espèce
Synonymes
- Barycara comatum Millidge, 1991

Triplogyna major est une espèce d'araignées aranéomorphes de la famille des Linyphiidae.

## Distribution
Cette espèce est endémique de Colombie. Elle se rencontre au Cundinamarca et au Boyacá.

## Description
Le mâle décrit par Miller en 2007 mesure 3,78 mm et la femelle 3,50 mm.

## Publication originale
- Millidge, 1991 : Further linyphiid spiders (Araneae) from South America. Bulletin of the American Museum of Natural History, no 205, p. 1-199 (texte intégral).